# AZS UMK Toruń (koszykówka)
Sekcja koszykówki Akademickiego Związku Sportowego Uniwersytetu Mikołaja Kopernika – jedna z sekcji toruńskiego AZS-u.

## Historia
Akademicki Związek Sportowy przy UMK w Toruniu utworzono w 1946 roku, a koszykówkę początkowo można było uprawiać w „sekcji gier sportowych”, która zrzeszała również siatkarzy. W 1951 roku wyodrębniła się sekcja poświęcona wyłącznie koszykówce. Twórcą i wieloletnim trenerem drużyny był kierownik Studium Wychowania Fizycznego i Sportu UMK – Edward Kucza. Rozwój zespołu wiązać należy z przyjściem na uczelnię grupy studentów występujących poprzednio w SKS Kasprowicz Inowrocław (Liceum im. Jana Kasprowicza w Inowrocławiu). Do rozgrywek centralnych akademicy przystąpili w 1951 roku. Natychmiast awansowali do ligi wojewódzkiej, w której w sezonie 1951/1952 zajęli 4. miejsce. W kolejnym roku toruńscy studenci w finałowym turnieju II ligi zajęli 3., a więc pierwsze nie premiowane awansem miejsce. W sezonie 1953/1954 zwyciężyli w północnej grupie drugiej ligi, uzyskując taką samą liczbę punktów jak koszykarze Kolejarza Toruń. Wynik ten dał graczom dał obu toruńskim drużynom awans do rozgrywanego w Krakowie turnieju finałowego II ligi. W turnieju tym akademicy odnieśli trzy zwycięstwa w trzech meczach, dzięki czemu awansowali do ekstraklasy.
Wcześniej w ogólnopolskich rozgrywkach Toruń reprezentowany był przez sekcje koszykarskie Pomorzanina (wówczas pod nazwą Kolejarz Toruń; łącznie pięć sezonów w II lidze, jeden w ekstraklasie) oraz toruńskich Budowlanych (łącznie siedem sezonów w II lidze, jeden w ekstraklasie).
W debiucie w najwyższej klasie rozgrywkowej AZS zajął ósme miejsce, które dzięki szczęśliwemu dla torunian zbiegowi okoliczności (zwycięstwo Sparty Kraków z faworyzowaną Stal Poznań w ostatniej kolejce) dało utrzymanie w najwyższej klasie rozgrywkowej. Na poziomie ekstraklasy zespół występował nieprzerwanie aż do sezonu 1969/1970, kiedy to zajął spadkowe dziesiąte miejsce. W 1954 roku drużyna koszykarzy otrzymała przydomek „Twarde Pierniki” nadany jej przez czytelników Ilustrowanego Kuriera Polskiego. Oprócz gry w I lidze, zespół AZS z sukcesami uczestniczył także w Akademickich Mistrzostwach Polski zdobywając w nich złote (trzy, m.in. 1954, 1957), srebrne (1953, 1959), brązowe (1952) medale. Wieloletnim kapitanem i największą gwiazdą toruńskiej drużyny w latach 50. i 60. był Ryszard Olszewski – najlepszy polski koszykarz roku 1961, uczestnik igrzysk olimpijskich, mistrzostw Europy (czterokrotnie) i akademickich mistrzostw świata (trzykrotnie). Wśród innych zawodników stanowiących wówczas o sile toruńskiego AZS-u wymienić należy chociażby Andrzeja Chmarzyńskiego, Krzysztofa Franciszoka, Andrzeja Kolę, Kazimierza Kleczkowskiego, Janusza Sarbinowskiego, czy Szczepana Waczyńskiego. Wielu zawodników, po zakończeniu występów na koszykarskim parkiecie, rozpoczęło kariery naukowe. W sezonie 1967/1968 zespół przejął Olszewski, który po zakończeniu kariery zawodnika zastąpił na stanowisku trenera Edwarda Kuczę. Osłabiona kadrowo drużyna dwukrotnie w ciągu trzech lat zajęła 10. miejsce, co w związku z reformą rozgrywek w roku 1970 oznaczało opuszczenie ekstraklasy.
Po degradacji do II ligi, AZS grał na tym poziomie przez kolejne cztery sezony sezony, po czym spadł do III ligi. W drugiej połowie lat 70. i pierwszej połowie lat 80. starania działaczy AZS-u skupiły się przede wszystkim na szkoleniu młodzieży. Efektem były liczne medale zdobywane na mistrzostwach Polski juniorów, Mistrzostwach Polski Uniwersytetów oraz podczas Ogólnopolskiej Spartakiady Młodzieży. Na zaplecze ekstraklasy AZS powrócił dopiero w roku 1986, a na kolejny sukces czekał kolejne cztery lata, do roku 1990. Wówczas to zespół z Torunia zwyciężył w rozgrywkach II ligi i ponownie awansował do ekstraklasy. Niestety akademicy nie zdołali utrzymać się na najwyższym poziomie ligowym – jedynie 13 zwycięstw w 32 meczach pozwoliło na zajęcie 10. miejsca, które skutkowało udziałem w barażach. W nim drużyna z Torunia nie potrafiła przeciwstawić się koszykarzom Astorii Bydgoszcz. Zespół AZS-u kolejne cztery lata spędził w II lidze.
Dopiero wsparcie klubu przez przedsiębiorstwo włókiennicze Elana pozwoliło na podniesienie gry na poziom pozwalający na awans do PLK. Klub przybrał wówczas żółto-niebieskie barwy i nazwę AZS Elana Toruń. W sezonie 1994/1995 zakontraktowano m.in. Piotra Nizioła, Jacka Robaka oraz dwóch Amerykanów: Dyana Nixona i Chrisa Wimberly'ego, zaś trenerem został Ryszard Szczechowiak. Rezultatem był awans do Polskiej Ligi Koszykówki w sezonie, w którym zespół odniósł zaledwie 5 porażek. W rozgrywkach ekstraklasy drużyna AZS Elany spędziła sześć sezonów, przy czym najlepszym rezultatem były 6. miejsca osiągnięte w latach 1996 i 1998. W 1996 roku w Toruniu zakontraktowano Rickiego Callowaya – pierwszego w Polsce zawodnika z przeszłością w NBA. Oprócz niego w AZS-ie lat 90. występowali m.in. Ireneusz Chromicz, Jarosław Darnikowski, Jarosław Jechorek, Dariusz Kondraciuk, Marek Miszczuk, Arkadiusz Osuch, Grzegorz Sowiński, Krzysztof Wilangowski oraz obcokrajowcy: Jamal Faulkner, Walter Jeklin, Gordon Malone, Richard Robinson, Hakeem Ward.
W 1996 roku toruński AZS rozegrał pojedynek z Slovakofarmą Pezinok w ramach eliminacji Pucharu Koracia, jednak pomimo zwycięstwa u siebie, nie zdołał awansować dalej (w dwumeczu 178:167 dla Słowaków). Podobne wydarzenie odbyło się dwa lata później, kiedy to akademikom nie udało się pokonać fińskiego Honka Playboys Espoon (w dwumeczu 176:175 dla Finów).
Przed sezonem 1999/2000 ze sponsorowania sekcji koszykówki wycofała się Elana, co miało bezpośrednie odzwierciedlenie w wynikach zespołu. Trenowany od tego roku przez Jacka Kalinowskiego toruński AZS w dwa razy z rzędu zajął 13. miejsce i w sezonie 2000/2001 nie zdołał uniknąć degradacji. Po zakończeniu sezonu drużynę przekształcono w Toruński Klub Koszykarski, który jednak nie został zgłoszony do rozgrywek I ligi (drugiej klasy rozgrywkowej).

## Obcokrajowcy
Stan na 14 lutego 2019

- Andriej Sinielnikow  /  (1989–1996)
- Aleksander Kowalenko  (1990/1991)
- Nixon Dyall  (1995)
- Chris Wimberly  (1994/1995)
- Jamal Faulkner  (1995/1996)
- Richard Robinson  (1995–1998)
- Ben Harvey  (1995)
- Rick Calloway  (1996/1997)
- Gordon Malone  (1997/1998)
- Walter Jeklin  (1998/1999)
- Brian Lewin  (1998/1999)
- Dejan Misković  (1998/1999)
- Verdan Bosnić  (1999/2000)
- Canaan Chatman  (1999)
- Curtis Jackson  (1999/2000)
- Darko Papać  (1999)
- Dwight Stewart  (1999)
- Srdjan Jeković  (1999/2000)
- Aleksiej Karwanien  (1999–2001)
- Aleksiej Wadiejew  (1999/2000)
- Hakeem Ward  (1999/2000)
- Pointer Williams  (1999/2000)
- Adis Dervisević  (2000/2001)
- Władimir Kołomiejec  (2000)
- Josip Marić  (2000)
- Sharran Marshall  (2000)
- Demetrius Poles  (2000/2001)

### AZS w poszczególnych sezonach
- 1950/1951: awans
- 1951/1952: 4. miejsce w lidze wojewódzkiej
- 1952/1953: 3. miejsce w turnieju finałowym II ligi
- 1953/1954: 1. miejsce w turnieju finałowym II ligi, awans
- 1954/1955: 8. miejsce w I lidze
- 1955/1956: 6. miejsce w I lidze
- 1956/1957: 8. miejsce w I lidze, udział w turnieju barażowym
- 1957/1958: 5. miejsce w I lidze
- 1958/1959: 5. miejsce w I lidze
- 1959/1960: 10. miejsce w I lidze
- 1960/1961: 9. miejsce w I lidze
- 1961/1962: 7. miejsce w I lidze
- 1962/1963: 7. miejsce w I lidze
- 1963/1964: 7. miejsce w I lidze
- 1964/1965: 9. miejsce w I lidze
- 1965/1966: 6. miejsce w I lidze
- 1966/1967: 9. miejsce w I lidze
- 1967/1968: 10. miejsce w I lidze
- 1968/1969: 7. miejsce w I lidze
- 1969/1970: 10. miejsce w I lidze, spadek
- 1970/1971: 4. miejsce w II lidze
- 1971/1972: 4. miejsce w II lidze
- 1972/1973: 8. miejsce w II lidze
- 1973/1974: 9. miejsce w II lidze, spadek
- lata 1974–1986: występy w III lidze
- 1986/1987: 5. miejsce w II lidze
- 1987/1988: 5. miejsce w II lidze
- 1988/1989: 3. miejsce w II lidze
- 1989/1990: 1. miejsce w II lidze, awans
- 1990/1991: 10. miejsce w I lidze, porażka w barażu, spadek
- 1991/1992: 4. miejsce w II lidze
- 1992/1993: 8. miejsce w II lidze
- 1993/1994: 5. miejsce w II lidze
- 1994/1995: 1. miejsce w II lidze, awans
- 1995/1996: 6. miejsce w PLK¹, awans do el. Pucharu Koracia
- 1996/1997: 8. miejsce w PLK
- 1997/1998: 6. miejsce w PLK, awans do el. Pucharu Koracia
- 1998/1999: 7. miejsce w PLK
- 1999/2000: 13. miejsce w PLK
- 2000/2001: 13. miejsce w PLK, spadek, reorganizacja
- 2001/2002: IV liga, awans
- od 2002: III liga

1. W 1995 roku „I ligę” przemianowano na „Polską Ligę Koszykówki”, „II ligę” na „I ligę” itd.
ŁĄCZNIE: 23 sezony w ekstraklasie (I lidze, PLK)

## Współczesność
Obecnie drużyna AZS UMK Toruń rozgrywa swoje mecze w III lidze (poziom wojewódzki). W sezonie 2011/2012 zespół zajął piąte miejsce na osiem sklasyfikowanych drużyn. Obok rozgrywek organizowanych przez PZKosz, zespół AZS-u występuje także w rozgrywkach akademickich. Drużyna złożona ze studentów w sezonach 1999/2000 oraz 2000/2001 zdobyła mistrzostwo Ligi Akademickiej Koszykarzy, a rok później zajęła miejsce na drugim stopniu podium.

## Sekcja żeńska
Przy AZS UMK funkcjonuje również utytułowana sekcja koszykówki kobiet. Zespół żeński zdobył 6 złotych, 7 srebrnych i 3 brązowe medale mistrzostw Polski uniwersytetów, począwszy od 1971 roku.
W przeszłości sekcja występowała w krajowych rozgrywkach ligowych. Akademiczki z czasem otrzymały przydomek Katarzynki, który był nawiązaniem do Twardych Pierników, którym to mianem nazywano koszykarzy AZS-u począwszy od lat 50. W latach 60. i 70. toruńskie koszykarki kilkakrotnie awansowały do ekstraklasy. W latach 1992–2001 zespół AZS-u nieprzerwanie występował w I lidze.